# Ancien und das magische Königreich
Ancien und das magische Königreich (jap. ひるね姫 ～知らないワタシの物語～, Hirune Hime: Shiranai Watashi no Monogatari) ist ein Anime-Film aus dem Jahr 2017. Die Produktion von Studio Signal.MD und Regisseur und Drehbuchautor Kenji Kamiyama wurde in mehrere Sprachen übersetzt und als Manga und Roman adaptiert. Der Manga erschien unter dem Titel Napping Princess auf Deutsch. Unter dem gleichen Titel erschien der Film auf Englisch.

## Handlung
Die Oberschülerin Kokone Morikawa steht kurz vor ihrem Abschluss und überlegt sich, auf welche Universität sie danach geht. In ihren Träumen reist sie in das fantastische Heartland, in dem sich alles um Autos dreht und der König in einer Autofabrik residiert. Seine Tochter Ancien, in deren Rolle Kokone im Traum schlüpft, kann mit ihrem magischen Tablet Maschinen Leben einhauchen. Doch nachdem sie das am Stoffhund Joy (den sie einst von ihrer verstorbenen Mutter erhalten hatte) und dem Motorrad Heart tat, wurde sie von ihrem Vater in einen Turm verbannt. Das Land wird von gigantischen Monster aus geschmolzenen Metall bedroht, gegen das riesige Roboter in den Kampf geschickt werden. Ancien will den Kampf mit ihrem Tablet gegen den Willen ihres Vaters unterstützen und tut sich dazu mit dem Biker Peach zusammen. Währenddessen intrigiert Berater Bewan gegen Ancien und seinen König.
Neben ihren wilden Träumen plagt Kokone, dass ihr Vater Momotarō ihr so wenig von ihrer verstorbenen Mutter erzählt hat. Und auch sonst ist der Automechaniker exzentrisch und verschlossen. Als Kokones Kindheitsfreund Morio – kurz vor Beginn der Olympischen Spiele in Tokio – von seinem ersten Jahr an der Uni zurückkommt, wird Momotarō plötzlich wegen eines angeblichen Autodiebstahls festgenommen. Er soll ein Fahrzeug des Unternehmens Shijima Motors mitsamt Firmengeheimnissen gestohlen haben. Als er in Haft sitzt, wird sein Haus vom Firmenvertreter Watanabe durchsucht. Momotarō warnt seine Tochter, ihm sein beschädigtes Tablet und ihren Plüschbären nicht zu geben. Zusammen mit Morio kann Kokone mit dem Motorrad ihres Vaters fliehen. Sie entdecken die Visitenkarte von Isshin Shijima, dem Chef von Shijima Motors, und entschließen zu ihm zu reisen. Dabei entdeckt Kokone, dass ihre Mutter Izumi die Tochter von Isshin Shijima war. Unterwegs übernachten sie im Motorrad und reisen im Schlaf gemeinsam nach Heartland, wo sie mit einem Motorrad durch die Luft reisen. Am nächsten Tag finden sie sich in Osaka wieder, wohin sie ihr Motorrad von allein gefahren hat.
Für die weitere Fahrt nach Tokio erhalten sie über ihr Tablet unverhofft Fahrkarten für den Shinkansen. An ihrem Ziel angekommen trifft Morio Techniker von Shijima Motors, die über das Tablet mit Momotarō in Kontakt waren und den beiden so auch ihre Fahrkarten verschafft haben. Momotarō hatte früher bei ihnen gearbeitet und gemeinsam mit seiner Frau selbstfahrende Autos entwickelt. Ihre Forschung wurde jedoch von Ikumis Vater abgelehnt und nach ihrem Tod verließ Momotarō die Firma. Die Techniker blieben mit ihm in Kontakt und wollen ihm helfen. Kokone erlebt einen weiteren Traum von Heartland, in dem sie jedoch zur Beobachterin geworden ist. Sie sieht wie Anciens Versuch, einen Roboter mit ihrem Tablet zu beleben, scheitert und Ancien in den Tod stürzt. Dabei schwört sie noch, Peach zu ein letztes Mal helfen. Ihr Tablet fällt mit ihr und wird von Peach geborgen. Kokone versteht, dass die Geschichten von Heartland, die ihr Vater ihr früher erzählt hat und von denen sie träumt, in Wirklichkeit Geschichten über ihre Eltern sind. Nach dem Traum konfrontiert sie Isshin Shijima, der seinen Umgang mit ihren Eltern bereut. Das Unternehmen ist mittlerweile in der Krise und benötigt dringend die Forschungsergebnisse zu selbstfahrenden Autos. Watanabe tritt hinzu, der wie Bewan in Heartland gegen Isshin Shijima intrigiert hat. In Heartland will Bewan die Macht an sich reißen, indem er den König sabotiert und selbst das Land vor dem Monster rettet. Doch Bewan und Watanabe lässt Isshin Shijima verhaften. Während Bewan in einem letzten Versuch, seinen Plan umzusetzen, die Roboter sabotiert, kann Peach am Steuer des letzten Roboters und mit Hilfe des magischen Tablets das Land doch retten. In der realen Welt stürzen Momotarō und Kokone im Gebäude von Shijima Motors, so wie zuvor Ancien in Heartland. Doch das Motorrad Heart fängt ihren Sturz ab. Die Familie aus Isshin Shijima, seinem Schwiegersohn und seiner Enkelin ist wieder vereint und die Firma kann von Momotarō die von ihm und seiner Frau entwickelte Software erhalten, um ihre Krise zu überwinden.

## Produktion und Veröffentlichung
Der Film entstand nach einem Drehbuch von Kenji Kamiyama, der auch Regie führte, bei Studio Signal.MD. Die Musik komponierte Yoko Shimomura und die künstlerische Leitung lag bei Kaori Hino und Kiyoshi Samejima. Das Charakterdesign stammt von Atsuko Sasaki und für das Mechanical Design wurden Hiroshi Shimizu und Taeko Itsuno engagiert. Der Vorspann ist unterlegt mit dem Lied Day Dream Believer (デイ・ドリーム・ビリーバー) von Mitsuki Takahata.
Der Film mit einer Laufzeit von 111 Minuten kam am 18. März 2017 in die japanischen Kinos. Eine deutsche Fassung wurde von Universum Anime lizenziert und am 15. Dezember 2017 auf Blu-ray und DVD veröffentlicht. Des Weiteren wurde der Anime ins Englische, Spanische und Französische übersetzt, wobei er international auch unter dem Titel Napping Princess bekannt wurde. Der Film wurde bereits im Juni 2017 beim Festival d’Animation Annecy vorgeführt, die Nordamerika-Premiere des Films fand am 10. November 2017 beim New York International Children’s Film Festival statt. Es folgten Vorführungen bei weiteren Festivals, darunter auch beim Comic-Salon Erlangen 2018.

## Synchronisation
Die deutsche Synchronfassung entstand bei Neue Tonfilm mit Autorin und Regisseurin Inez Günther.
| Rolle           | Japanische Sprecher (Seiyū) | Deutsche Sprecher    |
| --------------- | --------------------------- | -------------------- |
| Kokone Morikawa | Mitsuki Takahata            | Maresa Sedlmeir      |
| Watanabe        | Arata Furuta                | Matthias Klie        |
| Isshin Shijima  | Hideki Takahashi            | Walter von Hauff     |
| Joy             | Rie Kugimiya                | Patricia Strasburger |
| Morio           | Shinnosuke Mitsushima       | Maximilian Belle     |
| Kijita          | Tomoya Maeno                | Jochen Paletschek    |
| Momotarō        | Yōsuke Eguchi               | Martin Bonvicini     |

## Adaptionen
Bereits am 25. Februar 2017 erschien im Vorfeld der Premiere eine Light Novel zum Film, geschrieben von Drehbuchautor Kenji Kamiyama. Er wurde illustriert von Hana Ichika und vom Verlag Kadokawa Shoten herausgegeben. Yen Press veröffentlichte ihn auf Englisch.
Ein Manga zum Film erschien ab dem 27. Februar 2017 im Magazin Comic Newtype bei Kadokawa Shoten. Die Geschichte von Kenji Kamiyama wurde von Hana Ichika zeichnerisch umgesetzt. Die Serie wurde am 1. Dezember 2017 abgeschlossen und erschien auch in zwei Sammelbänden. Im Januar und März 2019 wurden diese auf Deutsch von Egmont Manga & Anime herausgegeben. Eine englische Fassung erscheint bei Yen Press.

## Nominierungen
Der Anime wurde für die Annie Awards 2018 nominiert sowie im gleichen Jahr für den Japan Academy Prize. Außerdem wurde Ancien und das magische Königreich für den Oscar in der Kategorie Bester animierter Spielfilm eingereicht, erreichte jedoch keine Nominierung.